# ゴロサルボ

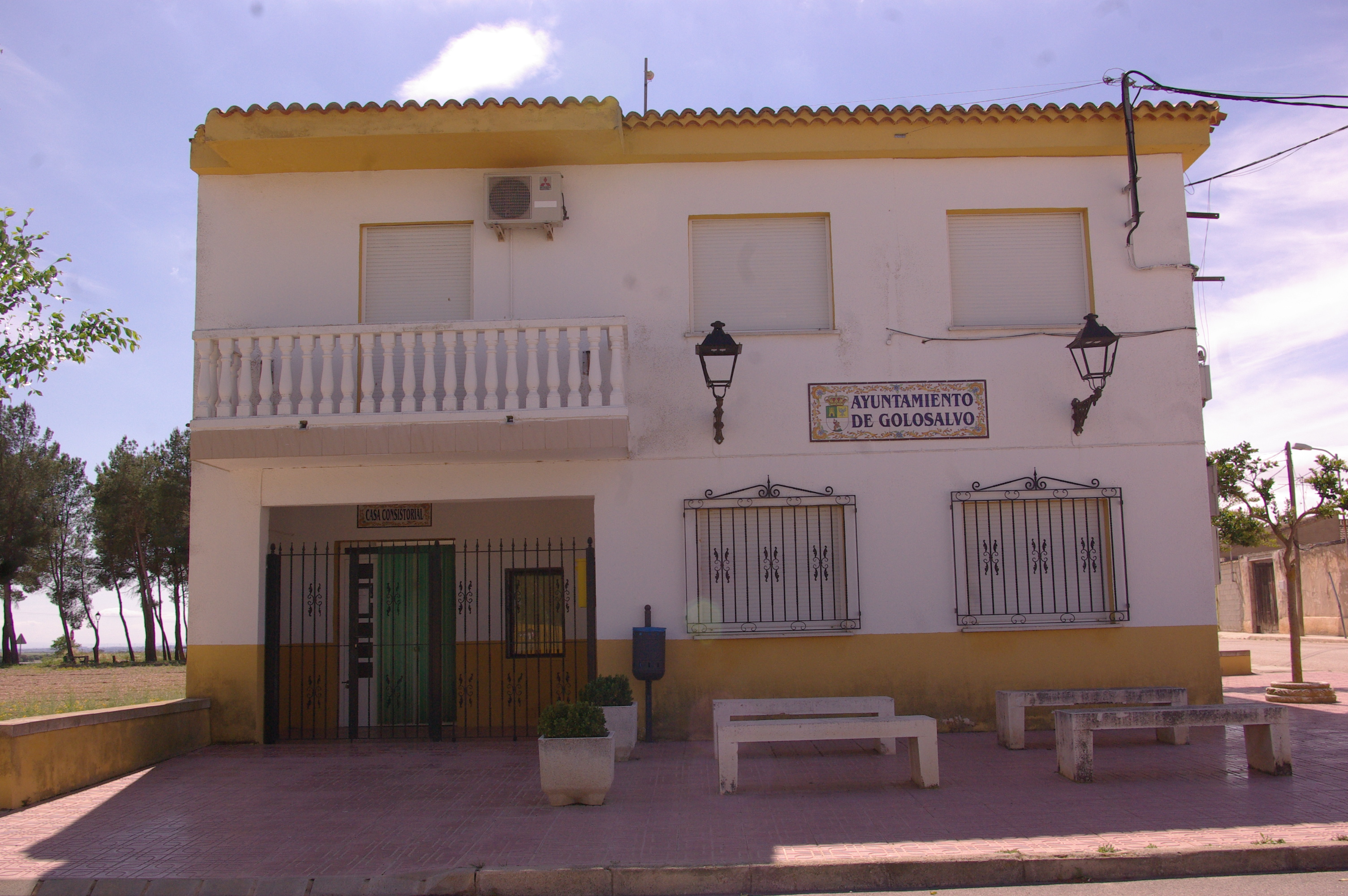
Town hall

ゴロサルボ（Golosalvo）は、スペイン・カスティーリャ＝ラ・マンチャ州アルバセーテ県のムニシピオ（基礎自治体）。県都アルバセーテから36kmに位置する。2011年の人口は121人（スペイン国立統計局）。

## 歴史
ゴロサルボの創設について、ローマ時代やゲルマン支配にさかのぼる記録は一切ないが、Golosalvoという地名はゲルマン語の接頭辞goloとラテン語の語尾alboによって構成されると考えられている。この地で最も歴史ある場所は、現在の集落からほど近いところあるGolosalvillo（ゴロサルビージョ）と呼ばれる洞穴で、そこにはかつての集落があった。
ゴロサルボは19世紀まではホルケーラの領域に属しており、1889年から1926年までは自治体フエンテアルビージャに属する集落であった。1927年にフエンテアルビージャから分離し、独立した自治体ゴロサルボとなった。

## 人口
| ゴロサルボの人口推移 1930－2010                         |
|                                                         |
| 出典:INE（スペイン国立統計局）1900年 - 1991年、1996年 - |

## 経済
ゴロサルボの経済活動は肥沃な土地による穀物栽培とブドウ栽培である。

## 政治
自治体首長はカスティーリャ＝ラ・マンチャ国民党（Partido Popular de Castilla-La Mancha、PPCLM）のホセ・アントーニオ・ピケーラス・ガルシーア（José Antonio Piqueras García）で、自治体評議員は、カスティーリャ＝ラ・マンチャ国民党：4、カスティーリャ＝ラ・マンチャ社会党（Partido Socialista de Castilla-La Mancha、PSCM-PSOE）：1となっている（2011年5月22日の自治体選挙結果）。

### 司法行政
ゴロサルボはカサス＝イバーニェス司法管轄区に属す。